# 7e étape du Tour de France 2001
Pour un article plus général, voir Tour de France 2001.
La 7e étape du Tour de France 2001 a eu lieu le 14 juillet 2001 entre Strasbourg et Colmar sur une distance de 162,5 km. Elle a été remportée par le Français Laurent Jalabert (CSC-Tiscali en solitaire devant l'Allemand Jens Voigt (Crédit Agricole) et son compatriote Laurent Roux (Jean Delatour) qui finissent ensemble quelques secondes plus tard. Jens Voigt prend le maillot jaune à l'issue de l'étape au détriment de son coéquipier Stuart O'Grady.

## Classement de l'étape
| \| Classement de l'étape \| Classement de l'étape \| Classement de l'étape \| Classement de l'étape \| Classement de l'étape \| \| Coureur \| Coureur \| Pays \| Équipe \| Temps \| \| --------------------- \| --------------------- \| --------------------- \| ------------------------------- \| --------------------- \| \| 1er \| Laurent Jalabert \| France \| CSC-Tiscali \| 4 h 06 min 04 s \| \| 2e \| Jens Voigt \| Allemagne \| Crédit Agricole \| + 11 s \| \| 3e \| Laurent Roux \| France \| Jean Delatour \| + 11 s \| \| 4e \| Íñigo Cuesta \| Espagne \| Cofidis-Le Crédit par Téléphone \| + 13 s \| \| 5e \| Ivan Basso \| Italie \| Fassa Bortolo \| + 1 min 36 s \| \| 6e \| David Etxebarria \| Espagne \| Euskaltel-Euskadi \| + 4 min 28 s \| \| 7e \| Alexandre Vinokourov \| Kazakhstan \| Deutsche Telekom \| + 4 min 28 s \| \| 8e \| Laurent Brochard \| France \| Jean Delatour \| + 4 min 28 s \| \| 9e \| Matteo Tosatto \| Italie \| Fassa Bortolo \| + 4 min 28 s \| \| 10e \| Franck Bouyer \| France \| Bonjour \| + 4 min 28 s \| |                      |            |                                 |                 |
| |                      |            |                                 |                 |
| |                      |            |                                 |                 |
| Classement de l'étape |                      |            |                                 |                 |
| Coureur | Coureur              | Pays       | Équipe                          | Temps           |
| 1er | Laurent Jalabert     | France     | CSC-Tiscali                     | 4 h 06 min 04 s |
| 2e | Jens Voigt           | Allemagne  | Crédit Agricole                 | + 11 s          |
| 3e | Laurent Roux         | France     | Jean Delatour                   | + 11 s          |
| 4e | Íñigo Cuesta         | Espagne    | Cofidis-Le Crédit par Téléphone | + 13 s          |
| 5e | Ivan Basso           | Italie     | Fassa Bortolo                   | + 1 min 36 s    |
| 6e | David Etxebarria     | Espagne    | Euskaltel-Euskadi               | + 4 min 28 s    |
| 7e | Alexandre Vinokourov | Kazakhstan | Deutsche Telekom                | + 4 min 28 s    |
| 8e | Laurent Brochard     | France     | Jean Delatour                   | + 4 min 28 s    |
| 9e | Matteo Tosatto       | Italie     | Fassa Bortolo                   | + 4 min 28 s    |
| 10e | Franck Bouyer        | France     | Bonjour                         | + 4 min 28 s    |

## Classement général
Grâce à sa présence dans l'échappée à sa deuxième place à Colmar, l'Allemand Jens Voigt (Crédit agricole) s'empare du maillot jaune de leader au détriment de son coéquipier l'Australien Stuart O'Grady, relégué en troisième position à plus de quatre minutes du nouveau leader. S'intercale entre les deux le vainqueur de l'étape le Français Laurent Jalabert (CSC-Tiscali) à un peu plus de deux minutes et trente secondes du leader.
| \| Classement général \| Classement général \| Classement général \| Classement général \| Classement général \| \| Coureur \| Coureur \| Pays \| Équipe \| Temps \| \| ------------------ \| ------------------------- \| ------------------ \| ------------------ \| ------------------ \| \| 1er \| Jens Voigt \| Allemagne \| Crédit Agricole \| 29 h 51 min 29 s \| \| 2e \| Laurent Jalabert \| France \| CSC-Tiscali \| + 2 min 34 s \| \| 3e \| Stuart O'Grady \| Australie \| Crédit Agricole \| + 4 min 03 s \| \| 4e \| Bobby Julich \| États-Unis \| Crédit Agricole \| + 4 min 26 s \| \| 5e \| Igor González de Galdeano \| Espagne \| ONCE-Eroski \| + 5 min 00 s \| \| 6e \| Joseba Beloki \| Espagne \| ONCE-Eroski \| + 5 min 10 s \| \| 7e \| Carlos Sastre \| Espagne \| ONCE-Eroski \| + 5 min 11 s \| \| 8e \| Jörg Jaksche \| Allemagne \| ONCE-Eroski \| + 5 min 15 s \| \| 9e \| Christophe Moreau \| France \| Festina \| + 5 min 20 s \| \| 10e \| José Iván Gutiérrez \| Espagne \| ONCE-Eroski \| + 5 min 23 s \| |                           |            |                 |                  |
| |                           |            |                 |                  |
| |                           |            |                 |                  |
| Classement général |                           |            |                 |                  |
| Coureur | Coureur                   | Pays       | Équipe          | Temps            |
| 1er | Jens Voigt                | Allemagne  | Crédit Agricole | 29 h 51 min 29 s |
| 2e | Laurent Jalabert          | France     | CSC-Tiscali     | + 2 min 34 s     |
| 3e | Stuart O'Grady            | Australie  | Crédit Agricole | + 4 min 03 s     |
| 4e | Bobby Julich              | États-Unis | Crédit Agricole | + 4 min 26 s     |
| 5e | Igor González de Galdeano | Espagne    | ONCE-Eroski     | + 5 min 00 s     |
| 6e | Joseba Beloki             | Espagne    | ONCE-Eroski     | + 5 min 10 s     |
| 7e | Carlos Sastre             | Espagne    | ONCE-Eroski     | + 5 min 11 s     |
| 8e | Jörg Jaksche              | Allemagne  | ONCE-Eroski     | + 5 min 15 s     |
| 9e | Christophe Moreau         | France     | Festina         | + 5 min 20 s     |
| 10e | José Iván Gutiérrez       | Espagne    | ONCE-Eroski     | + 5 min 23 s     |

## Classements annexes
| Classement par points | Classement par points | Classement par points | Classement par points | Classement par points |
| Coureur               | Coureur               | Pays                  | Équipe                | Points                |
| --------------------- | --------------------- | --------------------- | --------------------- | --------------------- |
| 1er                   | Erik Zabel            | Allemagne             | Deutsche Telekom      | 93 pts                |
| 2e                    | Stuart O'Grady        | Australie             | Crédit Agricole       | 90 pts                |
| 3e                    | Jaan Kirsipuu         | Estonie               | AG2R Prévoyance       | 72 pts                |
| 4e                    | Damien Nazon          | France                | Bonjour               | 68 pts                |
| 5e                    | Christophe Capelle    | France                | BigMat-Auber 93       | 58 pts                |

| Classement par points | Classement par points | Classement par points | Classement par points | Classement par points |
| Coureur               | Coureur               | Pays                  | Équipe                | Points                |
| --------------------- | --------------------- | --------------------- | --------------------- | --------------------- |
| 1er                   | Erik Zabel            | Allemagne             | Deutsche Telekom      | 93 pts                |
| 2e                    | Stuart O'Grady        | Australie             | Crédit Agricole       | 90 pts                |
| 3e                    | Jaan Kirsipuu         | Estonie               | AG2R Prévoyance       | 72 pts                |
| 4e                    | Damien Nazon          | France                | Bonjour               | 68 pts                |
| 5e                    | Christophe Capelle    | France                | BigMat-Auber 93       | 58 pts                |

| Classement de la montagne | Classement de la montagne | Classement de la montagne | Classement de la montagne       | Classement de la montagne |
| Coureur                   | Coureur                   | Pays                      | Équipe                          | Points                    |
| ------------------------- | ------------------------- | ------------------------- | ------------------------------- | ------------------------- |
| 1er                       | Patrice Halgand           | France                    | Jean Delatour                   | 60 pts                    |
| 2e                        | Laurent Jalabert          | France                    | CSC-Tiscali                     | 50 pts                    |
| 3e                        | Laurent Brochard          | France                    | Jean Delatour                   | 32 pts                    |
| 4e                        | Íñigo Cuesta              | Espagne                   | Cofidis-Le Crédit par Téléphone | 31 pts                    |
| 5e                        | Benoît Salmon             | France                    | AG2R Prévoyance                 | 29 pts                    |

| Classement de la montagne | Classement de la montagne | Classement de la montagne | Classement de la montagne       | Classement de la montagne |
| Coureur                   | Coureur                   | Pays                      | Équipe                          | Points                    |
| ------------------------- | ------------------------- | ------------------------- | ------------------------------- | ------------------------- |
| 1er                       | Patrice Halgand           | France                    | Jean Delatour                   | 60 pts                    |
| 2e                        | Laurent Jalabert          | France                    | CSC-Tiscali                     | 50 pts                    |
| 3e                        | Laurent Brochard          | France                    | Jean Delatour                   | 32 pts                    |
| 4e                        | Íñigo Cuesta              | Espagne                   | Cofidis-Le Crédit par Téléphone | 31 pts                    |
| 5e                        | Benoît Salmon             | France                    | AG2R Prévoyance                 | 29 pts                    |

| Classement du meilleur jeune | Classement du meilleur jeune | Classement du meilleur jeune | Classement du meilleur jeune | Classement du meilleur jeune |
| Coureur                      | Coureur                      | Pays                         | Équipe                       | Temps                        |
| ---------------------------- | ---------------------------- | ---------------------------- | ---------------------------- | ---------------------------- |
| 1er                          | Jörg Jaksche                 | Allemagne                    | ONCE-Eroski                  | 29 h 56 min 44 s             |
| 2e                           | José Iván Gutiérrez          | Espagne                      | ONCE-Eroski                  | + 8 s                        |
| 3e                           | Ivan Basso                   | Italie                       | Fassa Bortolo                | + 45 s                       |
| 4e                           | Óscar Sevilla                | Espagne                      | Kelme-Costa Blanca           | + 1 min 27 s                 |
| 5e                           | Francisco Mancebo            | Espagne                      | iBanesto.com                 | + 3 min 28 s                 |

| Classement du meilleur jeune | Classement du meilleur jeune | Classement du meilleur jeune | Classement du meilleur jeune | Classement du meilleur jeune |
| Coureur                      | Coureur                      | Pays                         | Équipe                       | Temps                        |
| ---------------------------- | ---------------------------- | ---------------------------- | ---------------------------- | ---------------------------- |
| 1er                          | Jörg Jaksche                 | Allemagne                    | ONCE-Eroski                  | 29 h 56 min 44 s             |
| 2e                           | José Iván Gutiérrez          | Espagne                      | ONCE-Eroski                  | + 8 s                        |
| 3e                           | Ivan Basso                   | Italie                       | Fassa Bortolo                | + 45 s                       |
| 4e                           | Óscar Sevilla                | Espagne                      | Kelme-Costa Blanca           | + 1 min 27 s                 |
| 5e                           | Francisco Mancebo            | Espagne                      | iBanesto.com                 | + 3 min 28 s                 |

| Classement par équipes | Classement par équipes | Classement par équipes | Classement par équipes |
| Équipe                 | Équipe                 | Pays                   | Temps                  |
| ---------------------- | ---------------------- | ---------------------- | ---------------------- |
| 1re                    | Crédit Agricole        | France                 | 89 h 43 min 19 s       |
| 2e                     | ONCE-Eroski            | Espagne                | + 6 min 29 s           |
| 3e                     | Festina                | France                 | + 7 min 09 s           |
| 4e                     | US Postal Service      | États-Unis             | + 9 min 21 s           |
| 5e                     | Kelme-Costa Blanca     | Espagne                | + 10 min 00 s          |

| Classement par équipes | Classement par équipes | Classement par équipes | Classement par équipes |
| Équipe                 | Équipe                 | Pays                   | Temps                  |
| ---------------------- | ---------------------- | ---------------------- | ---------------------- |
| 1re                    | Crédit Agricole        | France                 | 89 h 43 min 19 s       |
| 2e                     | ONCE-Eroski            | Espagne                | + 6 min 29 s           |
| 3e                     | Festina                | France                 | + 7 min 09 s           |
| 4e                     | US Postal Service      | États-Unis             | + 9 min 21 s           |
| 5e                     | Kelme-Costa Blanca     | Espagne                | + 10 min 00 s          |